# Pleurothallis pulcherrima
Pleurothallis pulcherrima är en orkidéart som beskrevs av Carlyle August Luer. Pleurothallis pulcherrima ingår i släktet Pleurothallis och familjen orkidéer.
Artens utbredningsområde är Ecuador. Inga underarter finns listade i Catalogue of Life.